# Vuelta del Porvenir de Colombia
La Vuelta del Porvenir de Colombia (oficialmente Vuelta del Porvenir), es una competencia de ciclismo en ruta que se realiza en Colombia para corredores de categoría juvenil (de 17 a 18 años). La prueba es organizada por la Federación Colombiana de Ciclismo y se realiza de manera conjunta con el Tour Femenino de Colombia. La primera edición se corrió en 1985 y fue ganada por el ciclista Efraín Rico.
Varios de los ciclistas que han triunfado en la Vuelta del Porvenir posteriormente se han convertido en destacadas figuras del ciclismo colombiano a nivel internacional como Rigoberto Urán, campeón en 2004 y 2005, Sergio Luis Henao, subcampeón en 2005, Carlos Betancur, tercero en 2006 o Nairo Quintana, tercero en 2008.

## Palmarés
| Año  | Ganador              | Segundo                 | Tercero                |
| ---- | -------------------- | ----------------------- | ---------------------- |
| 1985 | Efraín Rico          | Orlando Castillo        | Raúl Gómez             |
| 1986 | Luis Alberto Peña    | Simón Alba              | Robert Ramírez         |
| 1987 | Humberto Gómez       | Héctor Palacio          | Mario Diagrama         |
| 1988 | Hugo Bolívar         | Omar Trompa             | Julio Cubides          |
| 1989 | Argiro Zapata        | Julio Cubides           | Juan Vargas            |
| 1990 | Germán Ospina        | Jairo Hernández         | Víctor Becerra         |
| 1991 | Carlos Contreras     | Ferney López            | Freddy Moncada         |
| 1992 | Carlos Silva         | Carlos Osorio           | Hernán Bonilla         |
| 1993 | Hernán Darío Bonilla | Jefferson Rivera        | Juan Andrés García     |
| 1994 | Marlon Pérez         | Juan Andrés García      |                        |
| 1995 | Jorge Iván González  | Freddy Pérez            | Alexander Giraldo      |
| 1996 | Mauricio Ardila      | Nelson Torres           | Edilberto Suárez       |
| 1997 | Paulo Andrés Vélez   | Mauricio Ardila         | Luis Felipe Laverde    |
| 1998 | Alexis Castro        | Mauricio Ortega         | Isidro Méndez          |
| 1999 | Hernedy Díaz         | Fredy Piamonte          | Ferney Bello           |
| 2000 | Freddy Piamonte      | John Martínez           |                        |
| 2001 | Mauricio Soler       | Erney Casallas          | Farid Turriago         |
| 2002 | Óscar Sánchez        | Edwin Parra             | Fader Ardila           |
| 2003 | Juan Pablo Suárez    | Wilson Grisales         | Óscar Sánchez          |
| 2004 | Rigoberto Urán       | Fabio Duarte            |                        |
| 2005 | Rigoberto Urán       | Sergio Luis Henao       | Helbert Corredor       |
| 2006 | Darwin Atapuma       | Gabriel Álvarez         | Carlos Betancur        |
| 2007 | Darwin Pantoja       | Luis Felipe López       | Jeffrey Romero         |
| 2008 | Luis Felipe López    | Edward Beltrán          | Nairo Quintana         |
| 2009 | Daniel Jaramillo     | Javier Gómez Pineda     | Isaac Bolívar          |
| 2010 | Brayan Ramírez       | Julián Marín            | César Villegas         |
| 2011 | Kevin Ríos           | Sebastián Henao         | Jonathan Ospina        |
| 2012 | José Tito Hernández  | Rodrigo Contreras       | Jonathan Caicedo       |
| 2013 | Hernán Aguirre       | Yors Santofimio         | Jorge Iván Gómez       |
| 2014 | Brayan Hernández     | Jhonatan Narváez        | Miguel Flórez          |
| 2015 | Julián Cardona       | Javier Montoya          | Adrián Bustamante      |
| 2016 | Jhojan García        | Adrián Bustamante       | Juan Fernando Calle    |
| 2017 | Rafael Pineda        | Juan Tito Rendón        | Santiago Buitrago      |
| 2018 | Daniel Arroyave      | Daniel Méndez           | Marlon Castro          |
| 2019 | Jéfferson Ruiz       | Esteban Toro            | Germán Darío Gómez     |
| 2020 | Johan Ramírez        | Óscar Garzón            | Brayan Molano          |
| 2021 | Brayan Molano        | Héctor Molina           | Diego Pescador         |
| 2022 | Jaider Muñoz         | Juan Guillermo Martínez | Hugo Álvarez           |
| 2023 | Juan Diego Quintero  | Samuel Florez           | Juan David Restrepo    |
| 2024 | Miguel Ángel Marín   | Alejandro Peña          | Michael Armando Moreno |

## Posteriores ganadores de carreras de categoría superior
Solo dos de los ganadores de la Vuelta del Porvenir posteriormente ha ganado la Vuelta a Colombia y 5 ciclistas han ganado la Vuelta del Porvenir y posteriormente la Vuelta de la Juventud:
| Corredor              | Vuelta del Porvenir | Vuelta de la Juventud | Vuelta a Colombia |
| --------------------- | ------------------- | --------------------- | ----------------- |
| Carlos Contreras      | 1991                | -                     | 1999              |
| Marlon Pérez          | 1994                | 1998                  | -                 |
| Mauricio Ardila       | 1996                | 1999, 2000            | -                 |
| Mauricio Soler        | 2001                | 2004                  | -                 |
| Óscar Eduardo Sánchez | 2002                | 2007                  | -                 |
| Daniel Jaramillo      | 2009                | 2011                  | -                 |
| José Tito Hernández   | 2012                | -                     | 2021              |